# Penja (plaats)
Penja is een nederzetting en gemeente in het departement Moungo in de regio Littoral in Kameroen.
Penja ligt langs de weg N5.
De plaats is bekend om de productie van witte peper, die voor het eerst op de markt werd gebracht in 1958 en die daar goed kan groeien en volgens kenners een bijzonder goede smaak heeft wegens de daar aanwezige mineralen in de vulkanische bodem.